# Tanc Mark
El Mark I britànic va ser el primer tanc de combat del món, entrant en servei a mitjans de la I Guerra Mundial, creat per tenir domini sobre les trinxeres i metralladores dels camps de combat del Front Occidental. Amb les seves subsegüents variants, va ser el tanc pesat amb més èxit de la guerra.

## Desenvolupament
El Mark I va ser un disseny del Little Willie, un tanc experimental construït per Landships Committee pels Tinents Walter Wilson i William Tritton a l'estiu de 1915. Treballant en els problemes que hi havia en el Willie, el Mark I va ser dissenyat per Wilson. La construcció d'una torreta amb una arma sobre el buc feia que pessés massa per davant, per tant les armes es van col·locar als laterals. El prototip del Mark I, va estar en funcionament el desembre de 1915, i es va anomenar "Mother". Se'n van construir 150. Vegeu la història del tanc per la història completa.

## Descripció
El Mark I era un vehicle romboide amb un baix centre de gravetat i unes llargues erugues de rodolament a cada costat, perfecte per travessar terrenys irregulars i trinxeres. Els Sponsons (també anomenats "barbettes") col·locats en els bucs laterals estaven proveïts de canons navals de 6 trets simultanis. Hi havia dos metralladores Hotchkiss en els sponsons i dos més que eren extraïbles al davant i el darrere.
El buc no estava dividit internament; la tripulació estava al mateix espai del motor. L'entorn a l'interior era extremadament desagradable; i l'atmosfera estava contaminada del verinós monòxid de carboni, a causa dels vapors que desprenia el motor i els fums de cordita de les armes, ja que el sistema de ventilació era inadequat. Les temperatures de dins podien arribar als 50 °C (122 °F). La tripulació podia arribar a marejar-se o a tenir comportaments violents si no respiraven aire fresc.
A causa dels fums dins el tanc i els residus i fragments de les armes de retrocés acumulats dins el buc, els tripulants havien de protegir-se amb ulleres i màscares. Les màscares de gas eren elements necessaris, ja que tots els soldats havien d'estar-ne en possessió en aquest punt de la guerra (vegeu guerra química). El blindatge lateral de 8 mm, en un principi feia immune a les armes de foc de poc calibre, però podia ser penetrat per les recents i innovadores bales K. Hi havia el perill de ser atacat per infanteria i amb granades. La següent generació va consistir a posar-hi més blindatge, fent-lo més immune a les bales K. En resposta, els alemanys van construir uns grans rifles antitanc, i també un Geballte Ladung ("Càrrega agrupada"); unes petites granades que es llancen juntes per crear una explosió major.
Un impacte directe al sostre per artilleria o morter podia causar estralls en els dipòsits de gasolina, que eren col·locats a la part davantera al costat de les erugues en el lloc dels conductors, per fer força de gravetat. Els tripulants sovint es cremaven a causa del frec a frec amb els motors, la qual cosa s'havia de canviar de tripulació constantment. Les males condicions era un aspecte que no s'havia parlat gaire, i resultava un problema pels tripulants.
Conduir era difícil; ja que s'havia de controlar la velocitat de les dues erugues laterals. Això ho controlaven quatre tripulanats, dos conductors (que un era també el comandant; actuava als frens, i l'altra a la transmissió) i dos més "homes de marxes" (un per les marxes secundàries de cada eruga) i necessitaven controlar la velocitat i la direcció — l'últim només feia que caminar. Com que el soroll a dins feia tornar sord, el conductor, després de posar la caixa del canvi primera, comunicava amb el segon homes de les marxes amb senyals amb la mà, fent bloquejar els motors amb un clau pesada. Per a girs lleugers, el conductor podria utilitzar la cua de direcció: un dispositiu enorme que arrossegava darrere el dipòsit i consistia en dues rodes grans, cada una de les quals es podria bloquejar estirant un cable d'acer que provoca el vehicle sencer fer relliscar en la mateixa direcció. Si el motor s'atura, l'home de les marxes utilitzava una maneta gran que actuava entre el motor i el caixa de canvis. Molts d'aquests vehicles s'espatllaven en la calor de batalla que els feia un objectiu fàcil per a franctiradors alemanys. No hi havia xarxa sense fils (radio); la comunicació amb correus d'ordres era a través de dos coloms, que tenia la seva pròpia finestreta de sortida petita en els sponsons, o per corredors que animaven completar la seva missió suïcida per ampolles de l'olor de begudes alcohòliques com a recompensa.
Les marques posteriors eren eines de semàfor per fer senyals.

## Variants i desenvolupaments
Es trobava un requisit per a dos tipus d'armament, per tant el Mark estava armat amb un canó de 6 trets i quatre metralladores i s'anomenava "Mascle" (75) o dos metralladores Vickers substituint el canó de 6 trets i s'anomenava "Femella" (75).
Per contribuir a la direcció, un parell de grans rodes es van afegir al darrere del tanc. Però no eren tan efectives com s'esperava i van ser retirades.
Els subsegüents tancs Mark II, III, IV i V i posteriors, tenen tots semblances amb la seva "Mother".

### Mark I
- Tripulació: 8
- Pes en combat
  - Mascle: 28 tones (28,4 tones)
  - Femella: 27 tones (27,4 tones)
- Blindatge: .23-.47 polzades (6-12 mm)
- Armament
  - Mascle: Dos 6-pounder QF, quatre metralladores de 8 mm Hotchkiss
  - Femella: quatre metralladores .303 de Vickers, dos metralladores de 8 mm Hotchkiss

El Canó d'assalt del Mark I va ser llargament produït amb parts idèntiques que se solien construir al Mark I.

### Mark II

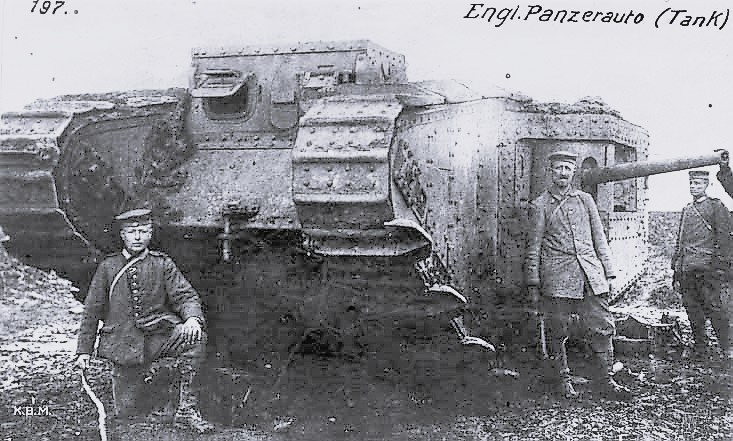
Mark II; tanc núm. 799 capturat a prop d'Arràs l'11 d'abril de 1917.

Tenia un arnès no endurit. Construït des de desembre de 1916 el gener de 1917 per només entrenament, però usat en la Batalla d'Arràs a l'abril de 1917 a causa de retards en la producció del tanc Mark I.

### Mark III
El Mark III va ser un tanc d'entrenament, que utilitzava metralladores Lewis machine guns i un petit sponson per les femelles. Se'n van construir 50. En un principi es volia que el Mark III tingués totes les noves característiques de disseny del Mark IV. Això és perquè hi ha dos tipus d'entrenament, el Mark II era una millor que el lleugerament millorat Mark I. No obstant això, el desenvolupament de noves característiques anava lent, i per això els canvis del Mark II van ser graduals. Els últims dos Mark III van ser destruïts en la II Guerra Mundial.

### Mark IV
Una versió millorada del Mark I amb un dipòsit extern de combustible (situat entre les banyes de les erugues del darrere) en un intent de millorar seguretat de la tripulació. Els sponsons podien ser empesos en reduir l'amplada del tanc per al
transport ferroviari. Les baranes del sostre mantenien una biga. Es van construir un total de 1.220: 420 Mascles, 595 Femelles i 205 Tancs de Subministrament.
El director del Departament de Tancs de Subministrament, Albert Gerald Stern, va ser el primer a pensar que en el Mark IV s'havia de col·locar un nou motor i transmissió. La producció de tancs de batalla s'aturava fins que el disseny nou estava preparat, requerint el Mark II i III com a tancs d'entrenament. No obstant això, va fracassar en no completar el desenvolupament prou aviat per començar la producció a temps, per tenir 200 tancs per la data de l'1 d'abril de 1917. Va estar forçat a portar el Mark IV en producció el maig de 1917, motiu del qual les diferències del Mark I eren poques.
El Mark IV Mascle estava armat amb quatre metralladores Lewis com també dos sponsons amb canons petits (ara QF 6 pdr 6 cwt). La Femella tenia sis metralladores. Dos metralladores eren a les mans dels dos carregadors de munició.
- Tripulació: 8
- Pes reglamentat en combat

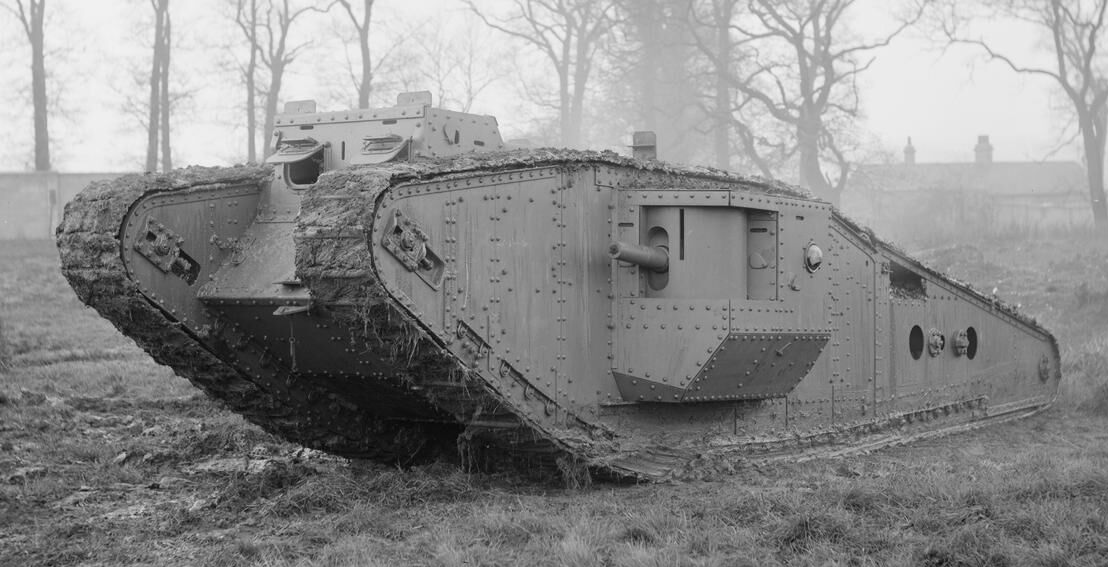
Un tanc britànic Mark IV amb una Cua de Capgrossos.

- Mascle: 28 tones (28,4 tones), Femella: 27 tones (27.4 tones)
- Blindatge: .25–.47 polzades (6,1–12 mm)
- Armament
  - Dos MG (Mascle), Sis .303 Lewis MG (Femella)
- Emmagatzematge de la munició
  - 6 pounder: 180 HE trets i caixa de retrocés

### Sèrie Mark V

#### Mark V

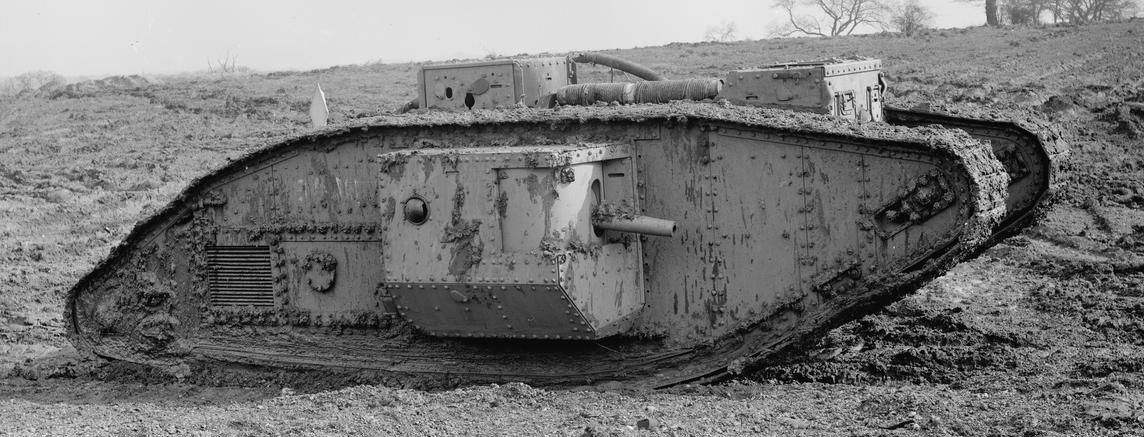
Un tanc Mark V (Mascle) britànic.

El Mark V va ser el primer a ser un disseny complet. No obstant en el desembre de 1917 era convenient tenir disponible un motor i transmissió nous, aquest disseny va ser abandonat i va donar pas a fer millores en el Mark IV, de fet un Mark IV estava pensat originalment per: més potència (150 bhp) amb un nou motor Ricardo, millorat el sistema de direcció i transmissió, i només es necessitava un pilot. Hi havia una cabina al sostre pel tirador. Se'n van construir 400, 200 en Mascles i 200 més en Femelles. Alguns van ser convertits a Hermafrodites canviant els sponsons per tenir només una metralladora hotchkiss de 6 trets a cadascun. Ha sigut a vegades conegut com a "Mark V Composite".

#### Mark V*

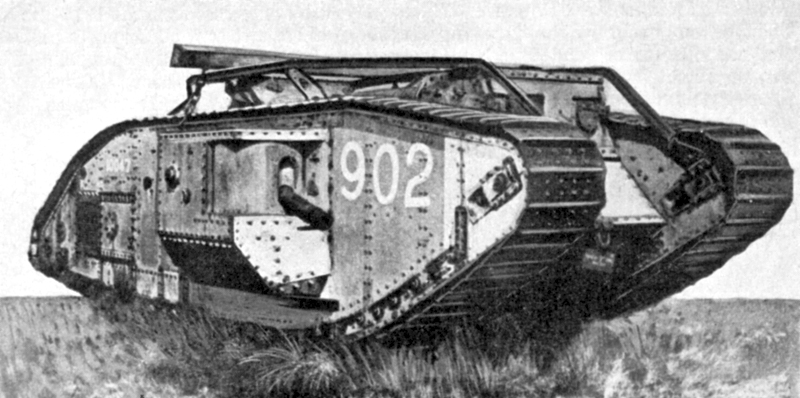
Un tanc Mark V* britànic—en el sostre del tanc hi ha col·locat una biga lligat amb baranes de ferro, que servia per sortir bé de petites trinxeres i cràters

El Senyor William Tritton, el 1917 va desenvolupar una Cua de Capgrossos: una extensió de les erugues al darrere per millorar les capacitats per travessar trinxeres. Això era necessari perquè la línia de Hindenburg tenia 3,5 metres d'amplada per aturar els tancs britànics. Quan el senyor Philip Johnson de la Central Tank Corps Workshops es va assabentar d'aquest projecte, va entendre que el pes de les bigues que reforcen l'adjunció podia tenir un millor ús creant un tanc llarg. Ell va reduir el Mark IV per la meitat i va estirar el buc, allargant-lo per sis peus. Quan s'havien oblidat els detalls hi va haver molt de temps que havia estat assumit que la majoria dels Mark V* havien sigut versions d'en Johnson. Ara sabem que eren tot va ocórrer en el fàbrica. Tenia una gran "torreta" on el sostre i també portes al costat del buc. Pesava 33 tones. Se'n van construir 645 després que s'ordenessin 500 Mascles i 200 Femelles.
La secció extra va estar designada per la infanteria. Va ser el primer vehicle de transport blindat de personal (APC), i va ser el primer APC a ser significativament armat, ja que altres versions de tancs no serien equipats amb cap armament. Podia operar com a tanc com també el transport de personal, i no va ser fins al final de la II Guerra Mundial amb els Merkava que el tanc podia ser també autoprotegit.
Nota: l'asterisc (*) en les primeres designacions de tancs britànics era usual pronunciar com a "star" quan es parlava, p.e., Mark Five-star, o Mark Five-star-star, etc.

#### Mark V**

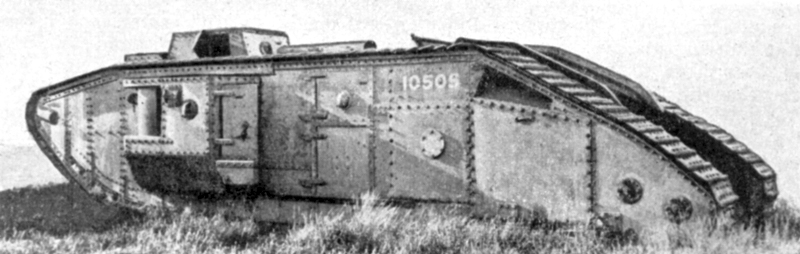
Un tanc Mark V** britànic

Com que el Mark V* va ser allargat, la seva proporció d'amplada-llargada original s'havia fet
malbé. Les forces laterals en un gir eren molt altes feia que el tanc es mogués incorrectament. De totes maneres el senyor Wilson va redissenyar les cadenes d'eruga el maig de 1918, amb una corba més forta que redueix contacte amb el terra (però augmentant la pressió a terra a canvi). Es va col·locar el poderós motor de 225 hp anomenat Ricardo. La cabina per al conductor es combinava amb la cabina del sostre; ara hi havia una posició de metralladores separada al
darrere. Se'n van construir 197 dels 750 Mascles i 150 Femelles que es van ordenar.

#### Mark V***
Vegeu: Mark X.

### Mark VI
El Mark VI va ser un disseny amb un canó al davant i am el buc completament redissenyat sense sponsons. No avançava endavant en zones boscoses.

### Mark VII
Un dels vehicles Mark II d'entrenament que tenia una transmissió hidràulica. A l'octubre de 1917, Brown Brothers a Edimburg van ser concedits un contracte per desenvolupar en un tanc. El juliol de 1918, ja estava preparat el prototip. El sistema de conducció era difícil. El motor Ricardo estava muntat amb una caixa de velocitats variable i estava proveït de dos motors hidràulics (Williams-Janney), movent-se només una cadena per a cada moviment. Per protegir-se del perill obvi de sobreescalfament hi havia molts
ventalls, ventiladors i radiadors. La direcció era fàcil i gradual, tanmateix, la versió es prenia a producció per proveir un batalló de tancs. Es van construir tres fora de temps i en total s'havien fet 74 quan la guerra va acabar. El buc va ser allargat lleugerament en comparació amb el Mark V. No ha quedat cap Mark VII al dia d'avui.

### Mark VIII

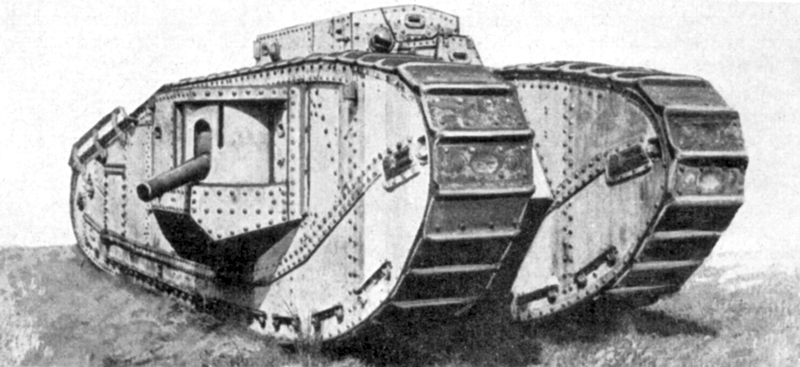
El Tanc Aliat Mark VIII (Liberty)

La implicació americana en el desenvolupament del disseny de tancs en la Primera Guerra Mundial ho va deixar amb el Mark VIII, també conegut com a "Liberty" o tanc angloamericà (encara que inicialment els francesos hi estaven implicats parcialment).
El motor compartia espai amb la tripulació, i l'estructura de la torreta inclosa en enviar i aixecar metralladores de tiroteig. Dels planejats (deixat en producció) de 1.500, se'n van construir 24 pels britànics que van sortir del projecte i 100 van ser fets pels americans. El 100 van ser produïts entre setembre de 1918–1920, al Rock Island Arsenal, hi va costar $35,000 per peça ($430,000 el 2006).
Van ser usats i millorats fins a la dècada de 1930 quan van ser donats al Canadà per entrenament (per oposició als M1917s que van ser venuts a preu de desballestats). El tanc feia 34 peus (10 m) de llarg, i hi havia una versió encara més llarga de 44 peus (13 m) planejada però mai es va fer (the Mark VIII*). El tanc va ser retirat de servei el 1930 per la velocitat (sota 6 mph/10 km/h) i el blindatge (16–6 mm) però era el que tenia més capacitats de travessar trinxeres de qualsevol dels vehicles blindats de combat (AFV) mai fets. Els tancs principals de batalla moderns i els AFVs són fiables en la disposició de ponts per creuar fosses oceàniques grans.
- Tripulació: 12 (després 10)
- Pes de 37 tones (37,6 tones)
- Longitud/Alçada/Amplada : 34 peus i 2 polzades per 10 peus i 3 polzades per 12 peus i 4 polzades (10,4 m per 3,1 m per 3,8 m) (Mark VIII* llargada de 44 peus/13.4 m)
- Motor: Ricardo 300 hp gasolina (Regne Unit), Liberty V12 340 hp (EUA)

### Mark IX
El Mark IX va ser un transport d'infanteria i tropes i es diu que va ser un dels primers vehicles totalment amb cadenes de transport blindat de personal, sense comptar els experiments amb els Mk V allargats. Se'n van construir 34 dels 200 demanats.

### Mark X
Aquest model no va passar mai del paper, millorava les característiques del Mark V, en un principi conegut com a Mark V***. Va ser principalment un pla de contingència en el cas que el projecte del Mark VIII fracassés (se n'havia previst una producció de 2000 el 1919), intentant produir un tanc amb el màxim de parts del Mark V com fos possible però amb la millorada maniobrabilitat i més confort per la tripulació.

## Història en combat
Els primers tancs van ser afegits, com a "Branca Pesada", als Cossos de metralladores fins que es va crear els Cossos de Tancs en el 28 de juliol de 1917 per la Royal Warrant. Un petit nombre de tancs Mark I van tenir un paper en la batalla del Somme durant la batalla de Flers-Courcelette el setembre de 1916. Encara que molts es descomponien i es tornaven ha enganxar, gairebé un terç que atacava el feia travessant (sense soldats a terra), i el seu efecte sobre l'enemic es notava portant a una petició pel britànic C-en-C Douglas Haig per a un centenar més. Això va ser una sorpresa perquè William Tritton ja va començar el disseny d'un nou tanc més pesat: el Flying Elephant. Desafortunadament, pels Aliats, va donar temps als alemanys per construir una arma antitanc especialment dissenyat per a la infanteria, amb munició de 7,92 mm.
Els tancs Mark IV van ser usats en la Tercera batalla d'Ieper (Passendale) a mitjan 1917, però sense gran èxit a causa del fang. Al voltant d'uns 460 tancs Mark IV van ser usats durant la Batalla de Cambrai el novembre de 1917, mostrant que una concentració gran de tancs podria de travessar fins i tot el sistema de trinxeres més sofisticat. Se'n van capturar 40 Mark IV que van ser utilitzats pels alemanys amb el nom de Beutepanzer amb dotze tripulants (la paraula alemanya Beute vol dir "botí"). Alguns d'aquests van substituir les sis metralladores per altres equivalents alemanyes.
En l'actuació alemanya en l'Ofensiva de Primavera en el Front Occidental, la primera batalla tanc-contra-tanc va ser entre tancs Mk IV i A7Vs alemanys en la Segona batalla de Villers-Bretonneux a l'abril de 1918,(vegeu l'entrada per a més detalls). Durant la batalla d'Amiens l'agost de 1918, alguns tancs Mark V amb el nou tanc Whippet van penetrar en les línies alemanyes en una mostra de guerra blindada moderna.
Els tancs Mark V i Whippet proveïen els britànics al Moviment blanc durant la Guerra Civil Russa; alguns van ser conseqüentment capturats per l'Exèrcit Roig. Quan algunes forces russes blanques queien enrere, els seus tancs van quedar en mans estonianes i usades fins al 1941. Els Mark Vs també eren repartits als exèrcits francès, canadenc i americà.
Es pot veure un tanc Mark V en diverses fotografies a Berlín el 1945 davant la Catedral de Berlín. S'ha suggerit que era una peça de museu que s'havia mostrat prèviament al Lustgarten i que va ser usat com un búnquer estàtic per ajudar a reforçar les defenses de la ciutat durant els dies finals de l'Alemanya Nazi. No obstant això, no hi ha cap d'evidència que vingui el cas i que fos clar quin paper (si hi ha) va tenir a la batalla de Berlín.

## Vehicles supervivents

### Little Willie
Queda un Little Willie al Museu de Tancs de Bovington; que es va salvar de ser desmuntat el 1940 per fer prototips per la por d'invasió—en el pretext que es necessitaria la base de Bovington contra possibles atacs alemanys.

### Mark I
Només en queda un. Aquest és l'únic Mark I que ha sobreviscut com també el tanc de combat més antic. És part de la col·lecció del Museu de Tancs de Bovington. Està pintat per representar el Nombre 705, C19, Clan Leslie com està identificat en l'època de batalla però no se sap res més. Hi ha hagut indicis que hi ha un tanc d'entrenament i s'ha comentat que és el Nombre 702, el qual podia ser el secgon Mark I construït mai. Entre el 1919 i 1970, es commemora que en els camps de Hatfield House va ser el lloc on es va començar a provar el vehicle.

### Mark II
Només queda un sobrevient Mark II, F53: The Flying Scotsman, al Museu de Tancs de Bovington. Aquest tanc encara està malmès des de la Batalla d'Arràs a l'abril de 1917.

### Mark IV
Queden set Mark IV.
- Un Mark IV Femella, F4: Flirt II, que es va estar a la Batalla de Cambrai, és ara al Museum of Lincolnshire Life, Lincoln, Anglaterra. Una empresa local, William Foster & Co., va fabricar-ne els primers tancs.
- Un Mark IV Femella es preserva a Ashford (Kent). Aquest és un dels molts que es van mostrar pels pobles i ciutats al Regne Unit després de la guerra. La majoria van ser desmuntats en les dècades de 1920 i 1930.
- Al Museu Reial de l'Exèrcit a Brussels hi ha un tanc mascle Mark IV, el Lodestar III, encara amb els colors originals.
- Un Mark IV Femella, Grit, que es mostra en el hall d'ANZAC a l'Australian War Memorial.
- El 1999, un Mark IV Femella, D51: Deborah, va ser escapat al poble de Flesquières a França. Va ser abatut en la batalla de Cambrai (1917) i va ser enterrat alhora de pujar un cràter i llavors va ser destruït. Estan treballant en la seva restauració, vegeu http://www.tank-cambrai.com/pages/indexpag.html Arxivat 2007-03-29 a Wayback Machine..
- Un Mark IV Mascle, Excellent, que es mostra a Bovington. Després de la I Guerra Mundial, aquest tanc va ser presentat a l'Exèrcit per ser HMS Excellent, un departament reial que permet entrenar amb els vehicles. Durant la 2a Guerra Mundial, va estar posat en condicions per operar davant una possible invasió alemanya el 1940.[5]
- Mark IV Femella: mostrat al United States Army Ordnance Museum, Aberdeen, Maryland.

### Mark V
Queden onze Mark V. La majoria són de Rússia o d'Ucraïna i els sobrevivents van donar els tancs per a les Forces Blanques durant la Guerra Civil Russa.
- El Museu del Tanc de Bovington tenen un Mark V Mascle, Número 9199, l'únic tanc britànic de la 1a Guerra Mundial que encara funciona (hi ha alguns tancs francesos d'aquest període que encara funcionen). Va estar en servei a la batalla d'Amiens on el comandant va ser guardonat amb la Creu Militar.
- Hi ha un Mark V** Femella: Ol'Faithfull, que encara es conserva a Bovington.
- També queda l'acuradament restaurat Mark V Mascle, Devil, que sobreviu a l'Imperial War Museum de Londres.
- Mark V* Femella: Patton Museum of Cavalry and Armor, Fort Knox, Kentucky.
- Mark V: Museu de tancs de Kubinka, Rússia.
- Un Mark V serveix de memorial a Arkhànguelsk. Va ser usat en un principi per les forces britàniques durant la Intervenció aliada en la guerra civil russa.
- Es conserven dos Mark V, un Mascle i un Femella, com a part de memorial exterior a Luhansk, Ucraïna; hi ha dos més emmagatzemats.
- Mark V Femella: Al Museu Històric de Khàrkiv, Ucraïna.

### Mark VIII/Liberty
- Es conserva un tanc Liberty tank a Aberdeen Proving Ground, Maryland.
- Es conserva un tanc Liberty modificat a Fort Meade, Maryland. El tanc formava part de l'anterior museu el 1920 a Rock Island Arsenal, Illinois. Va ser assignat a la 301a Divisió de Tancs (Pesats), però després va ser reassignat a la 17a Divisió de Tancs (Pesats). Durant el 1921-1922, el Major Dwight D. Eisenhower va comandar aquesta unitat.
- Queda un Mark VIII britànic a Bovington.

### Mark IX
Tan sols ha sobreviscut una unitat a Bovington; ha sigut restaurat.

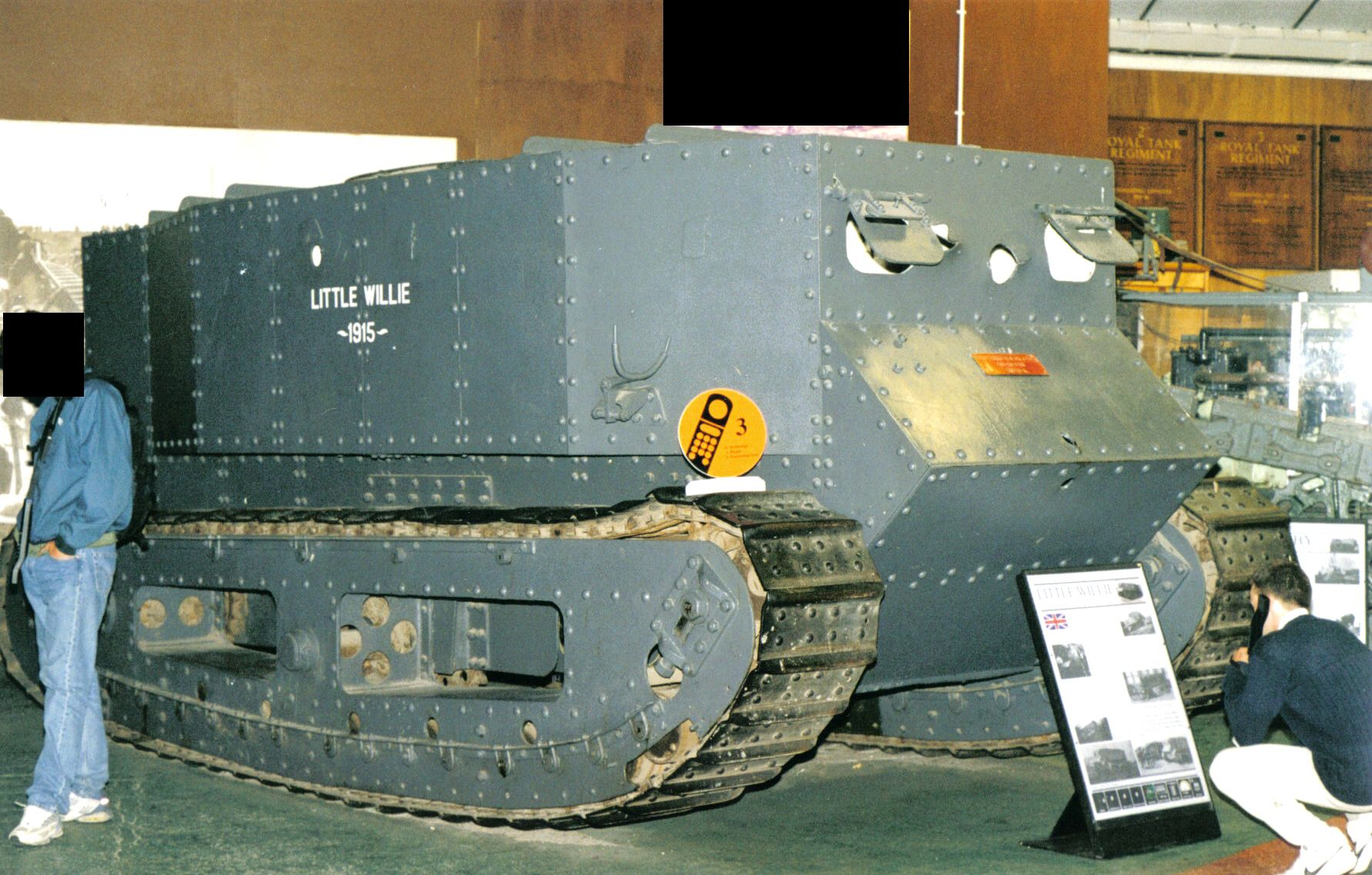
Little Willie, fotografiat el 2001.
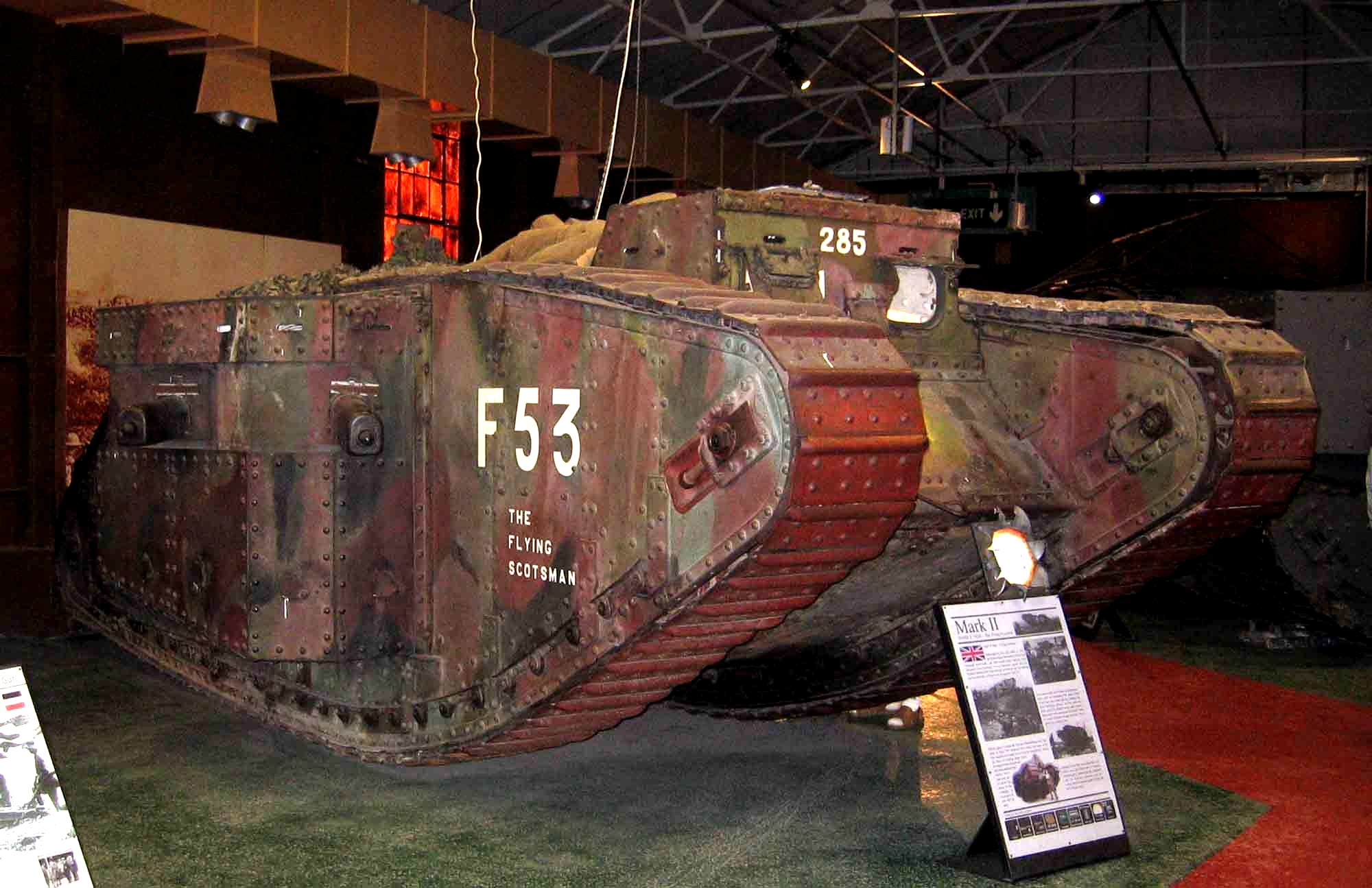
El tanc Mark II a Bovington.
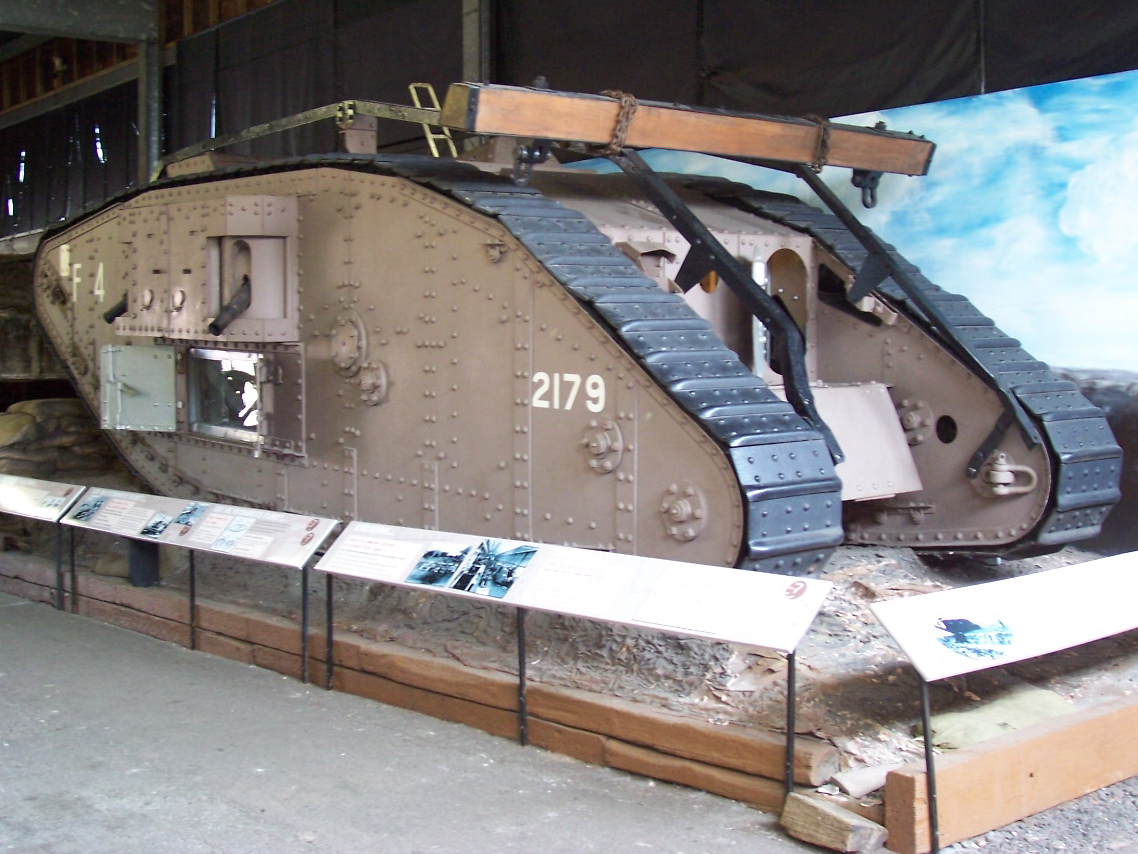
El tanc Mark IV al Museum of Lincolnshire Life.
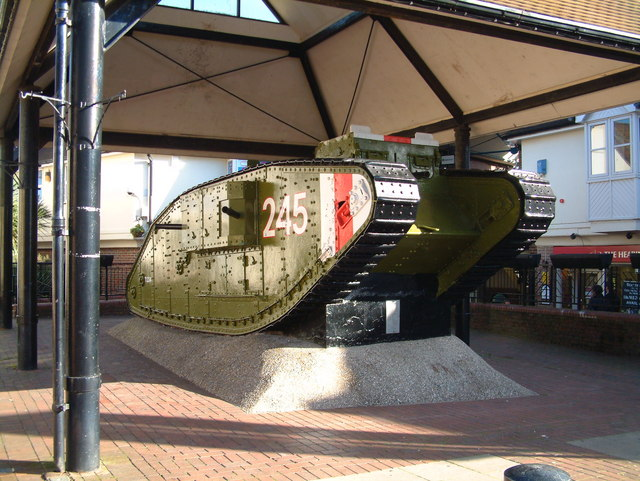
El tanc Mk. IV Femella preservat a Ashford (Kent)
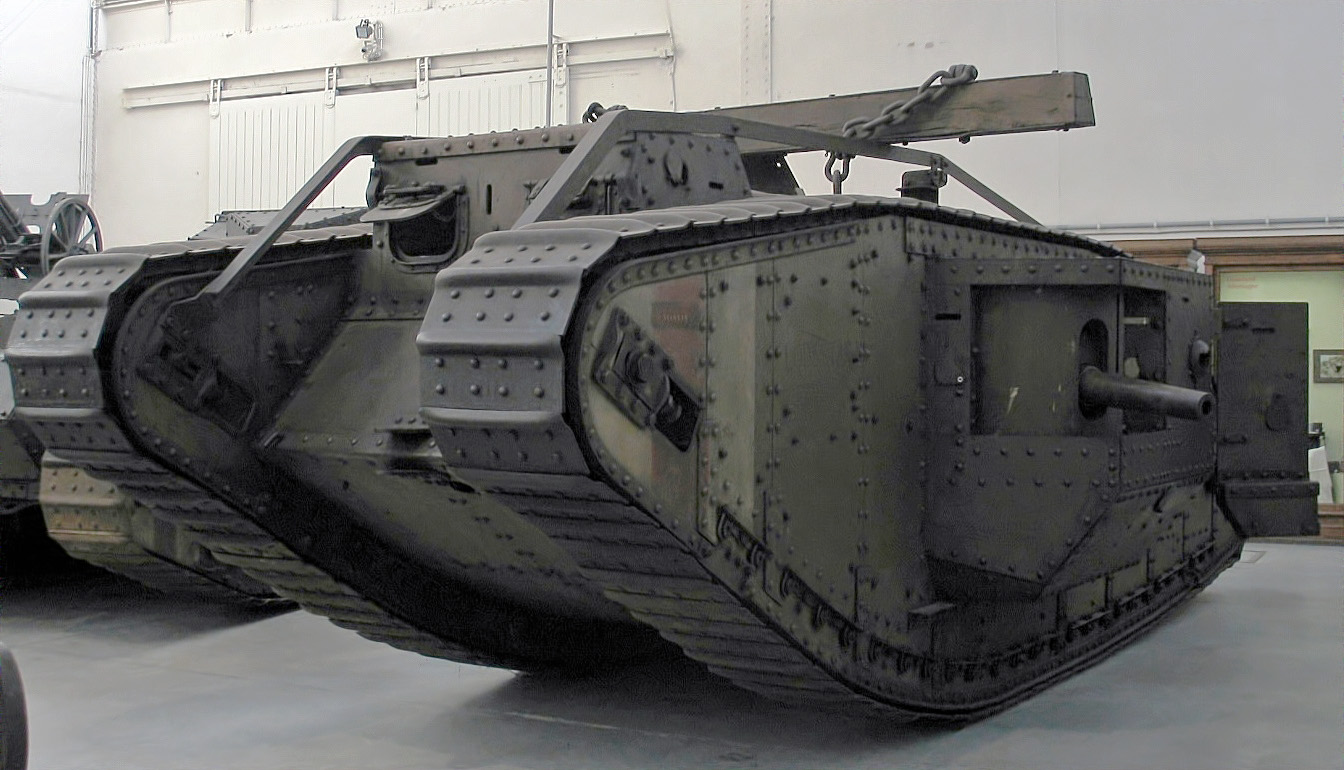
El Mark IV al Museu Reial Belga de l'Exèrcit, Brussel·les.
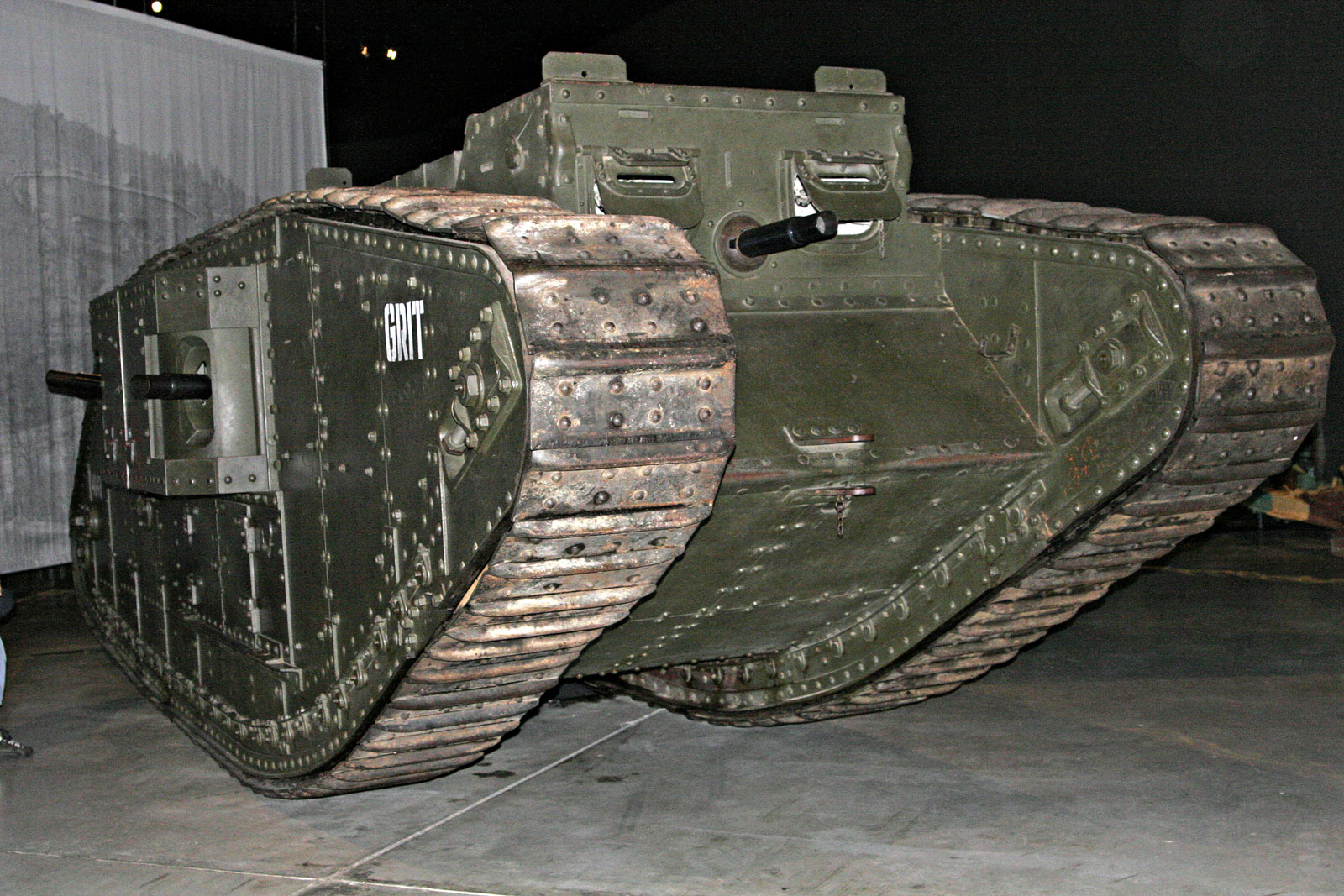
Tanc Mark IV a l'Australian War Memorial.
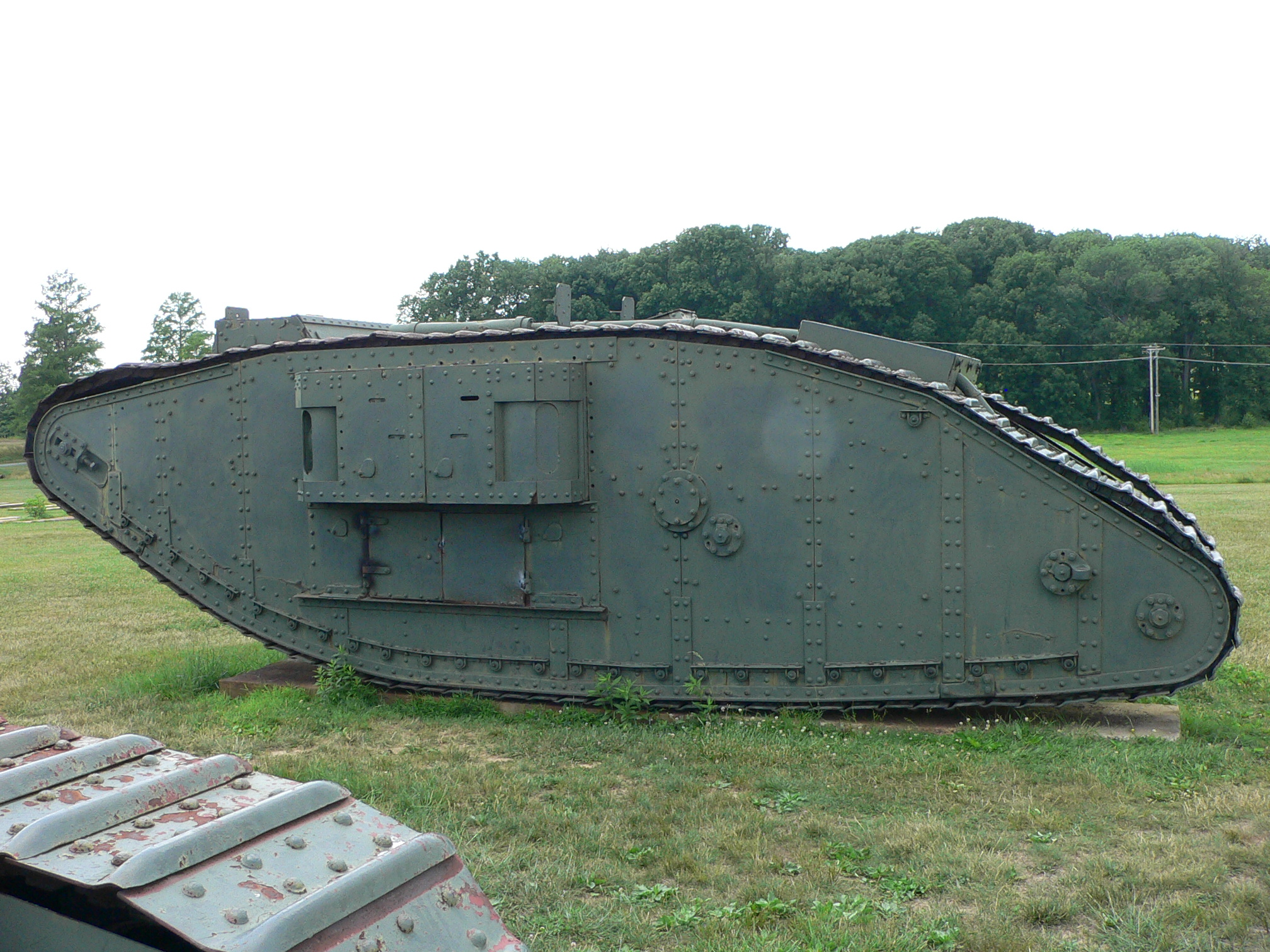
Tanc Mark IV Femella a l'Aberdeen Proving Ground.
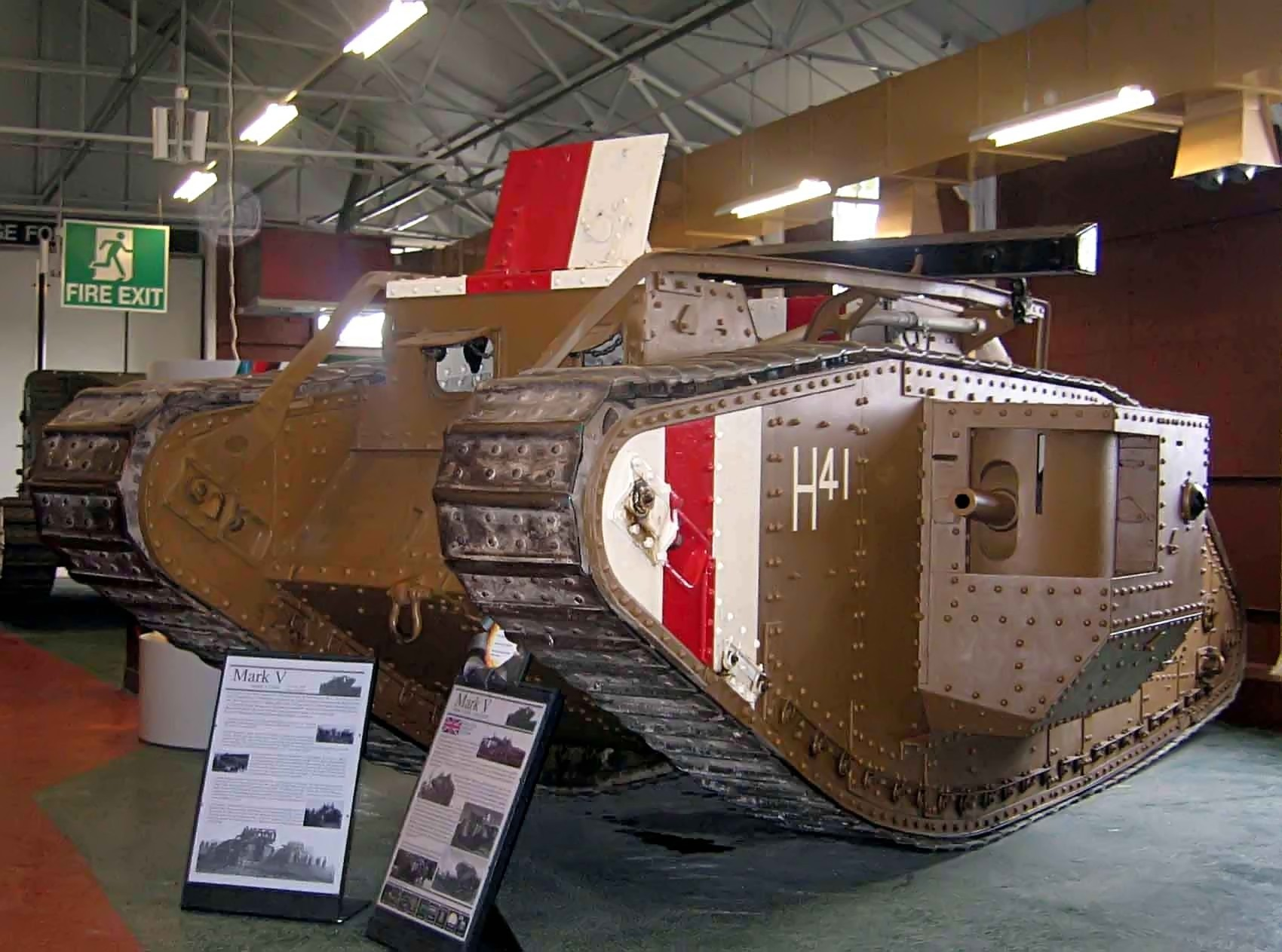
El tanc Mark V a Bovington; encara en reconstrucció.
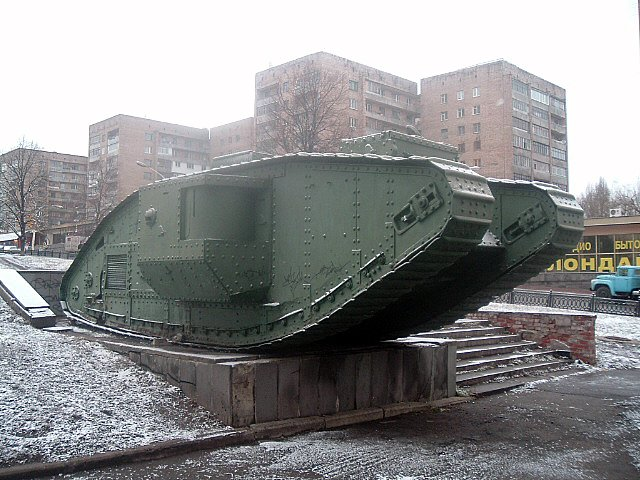
El tanc Mark V Mascle de Luhanks.
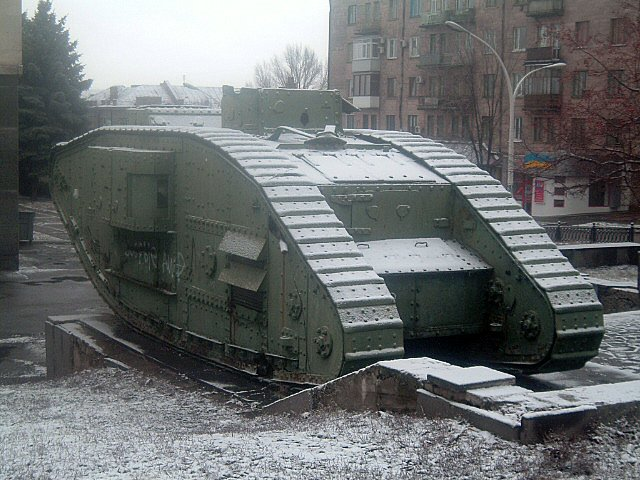
El Tanc Femella Mark V de Luhanks.
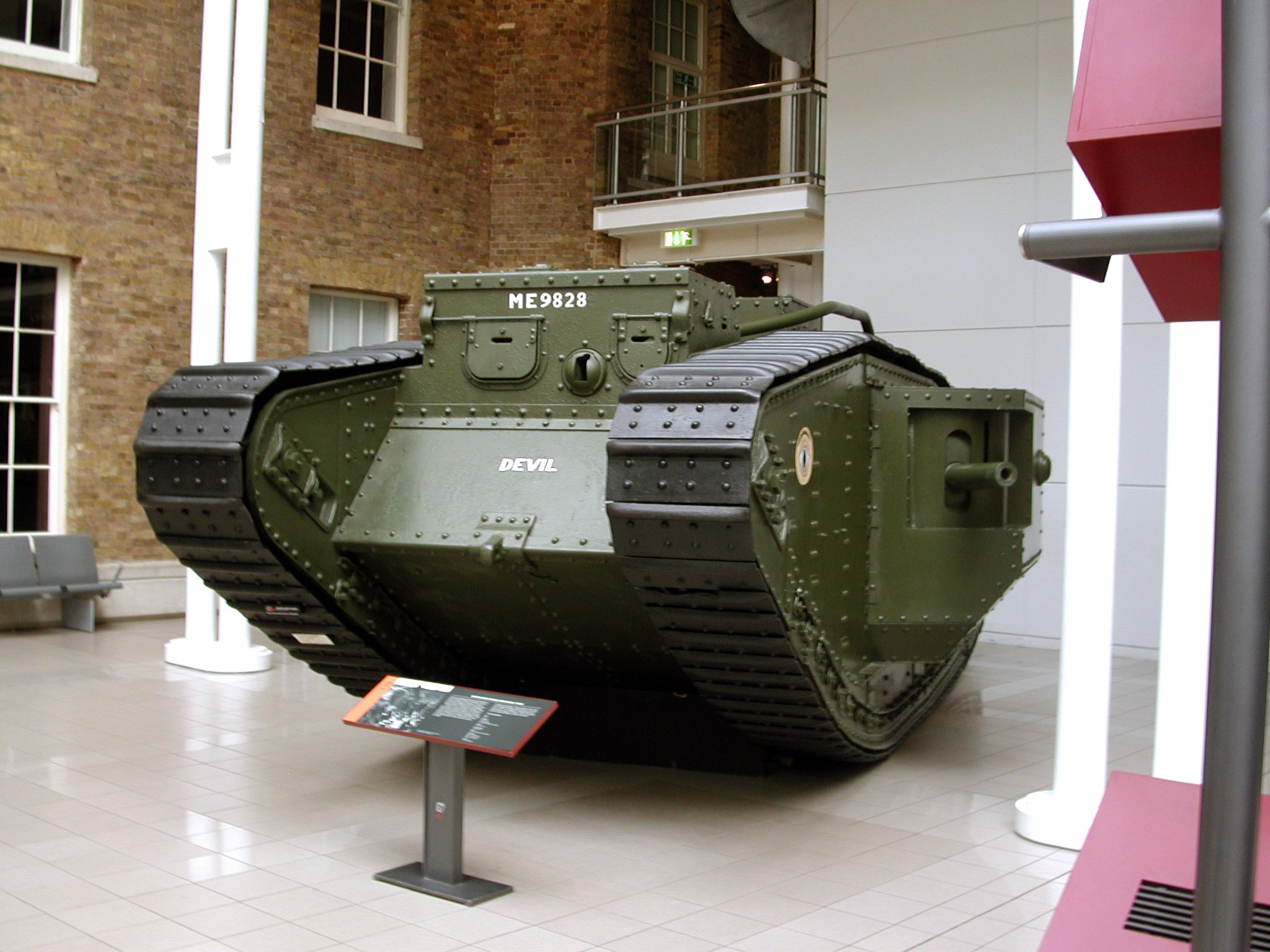
El Mark V Mascle a Londres Museu Imperial de Guerra.
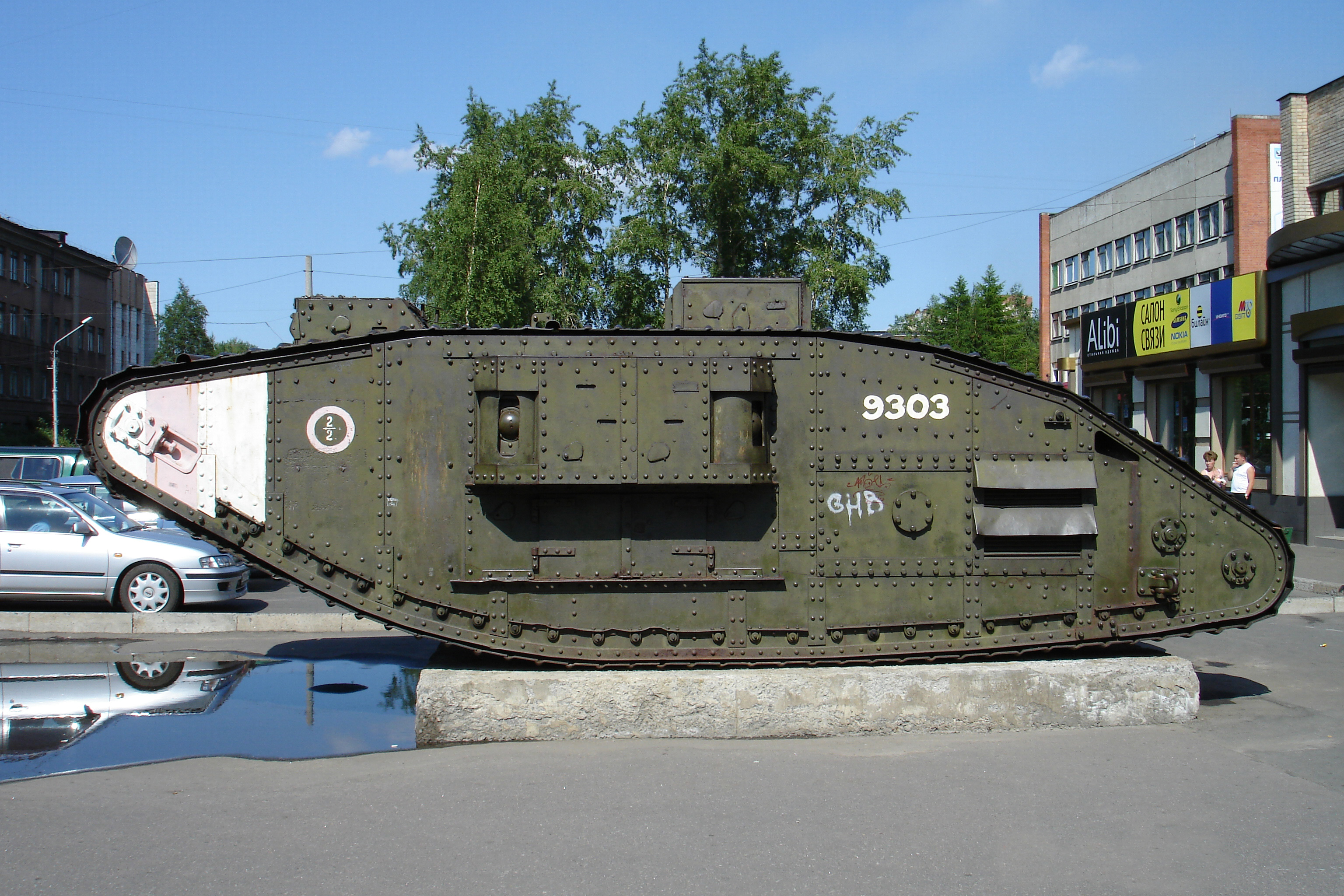
Tanc Mark V a Arkhànguelsk, capturat per la RKKA durant la intervenció britànica a Rússia.

## Cultura popular
- Durant la Primera Guerra Mundial, la propaganda britànica feia freqüent l'ús dels tancs, fent veure a la gent la importància de tenir una arma potent capaç de fer guanyar la guerra. Ha sigut reflectit en diverses pel·lícules i cançons.[6]
- A la pel·lícula Indiana Jones i l'última croada es pot veure en mans alemanyes el Mark VIII. Aquest vehicle va ser construït per la pel·lícula a partir d'una excavadora. La principal diferència externa és que en el tanc de la pel·lícula se li va afegir una torreta.
- En el còmic Charley's War es mostra el primer tanc de la història en la batalla del Somme.
- En el joc de guerra de taula Warhammer 40,000, el tanc Land Raider és molt semblant al Mk1, que té el mateix nom.
- En la sèrie d'Anime Dominion Tank Police, els criminals usen tancs moderns que s'anomenen tancs Mk1 per lluitar contra la policia.